# Corduliidae
Corduliidae Selys, 1871 è una famiglia di libellule del sottordine Anisoptera.

## Descrizione
Sono di solito color nero o marrone scuro con zone di verde o giallo metallico, e la maggior parte hanno grandi occhi color verde smeraldo.

## Tassonomia
La famiglia comprende i seguenti generi:
- Aeschnosoma Selys, 1870
- Antipodochlora Fraser, 1939
- Cordulia Leach, 1815
- Corduliochlora Marinov & Seidenbusch, 2007
- Cordulisantosia Fleck & Costa, 2007
- Dorocordulia Needham, 1901
- Epitheca Burmeister, 1839
- Guadalca Kimmins, 1957
- Helocordulia Needham, 1901
- Hemicordulia Selys, 1870
- Heteronaias Needham & Gyger, 1937
- Libellulosoma Martin, 1907
- Metaphya Laidlaw, 1912
- Navicordulia Machado & Costa, 1995
- Neurocordulia Selys, 1871
- Paracordulia Martin, 1906
- Pentathemis Karsch, 1890
- Procordulia Martin, 1907
- Rialla Navás, 1915
- Schizocordulia Machado, 2005
- Somatochlora Selys, 1871
- Williamsonia Davis, 1913

I seguenti generi, in precedenza inclusi in questa famiglia, vengono attualmente inquadrati nella famiglia Synthemistidae:
- Apocordulia Watson, 1980
- Archaeophya Fraser, 1959
- Austrocordulia Tillyard, 1909
- Austrophya Tillyard, 1909
- Cordulephya Selys, 1870
- Gomphomacromia Brauer, 1864
- Hesperocordulia Tillyard, 1911
- Idionyx Hagen, 1867
- Idomacromia Karsch, 1896
- Lathrocordulia Tillyard, 1911
- Lauromacromia Geijskes, 1970
- Macromidia Martin, 1907
- Micromidia Fraser, 1959
- Neocordulia Selys, 1882
- Neophya Selys, 1881
- Nesocordulia McLachlan, 1882
- Oxygastra Selys, 1870
- Pseudocordulia Tillyard, 1909
- Syncordulia Selys, 1882